# Hämeenkoski
Hämeenkoski era un municipio de Finlandia. Se fusionó con el municipio de Hollola el 1 de enero de 2016.

## Geografía y demografía
Estaba localizado en la provincia de Finlandia Meridional y era parte de la región de Päijänne Tavastia. El municipio tuvo una población de 2.125 (2015) y cubrió una área de 195,62 km² de los cuales 7,86 km² correspondían a agua. La densidad de población era de 11,31/km². 
La lengua oficial fue el finlandés.
El lago Pääjärvi está situado en la antigua frontera entre Hämeenkoski y Hämeenlinna.